# Общее дело
«Общее дело» — нелегальна щомісячна російська газета соціалістичного та антиурядового спрямування, яка видавалася в Женеві з травня 1877 до листопада 1890. В останні роки виходила нерегулярно, зокрема, 1889 та 1890 вийшло по одному номеру газети. Усього видано 112 номерів. Редактор-засновник — О.Христофоров. Провідні співробітники — Н.Бєлоголовий, В.Зайцев, М.Драгоманов та ін. Редакція видання підтримувала тісні зв'язки як з народницькими, так і з соціал-демократичними організаціями. Друкувалися статті й матеріали з історії, теорії та практики робітничого руху, численні огляди й інформації про суспільно-політичне становище в Російській імперії і в Європі тощо. На сторінках «О.д.» М.Драгоманов видрукував низку своїх розвідок. Розповсюджувалася в колах російської еміграції. На українських землях «О.д.» поширювалася епізодично, як і в інших регіонах Російської імперії.